# Rakvere
Rakvere é um município urbano estoniano localizado na região de Lääne-Virumaa.

## Ligações externas

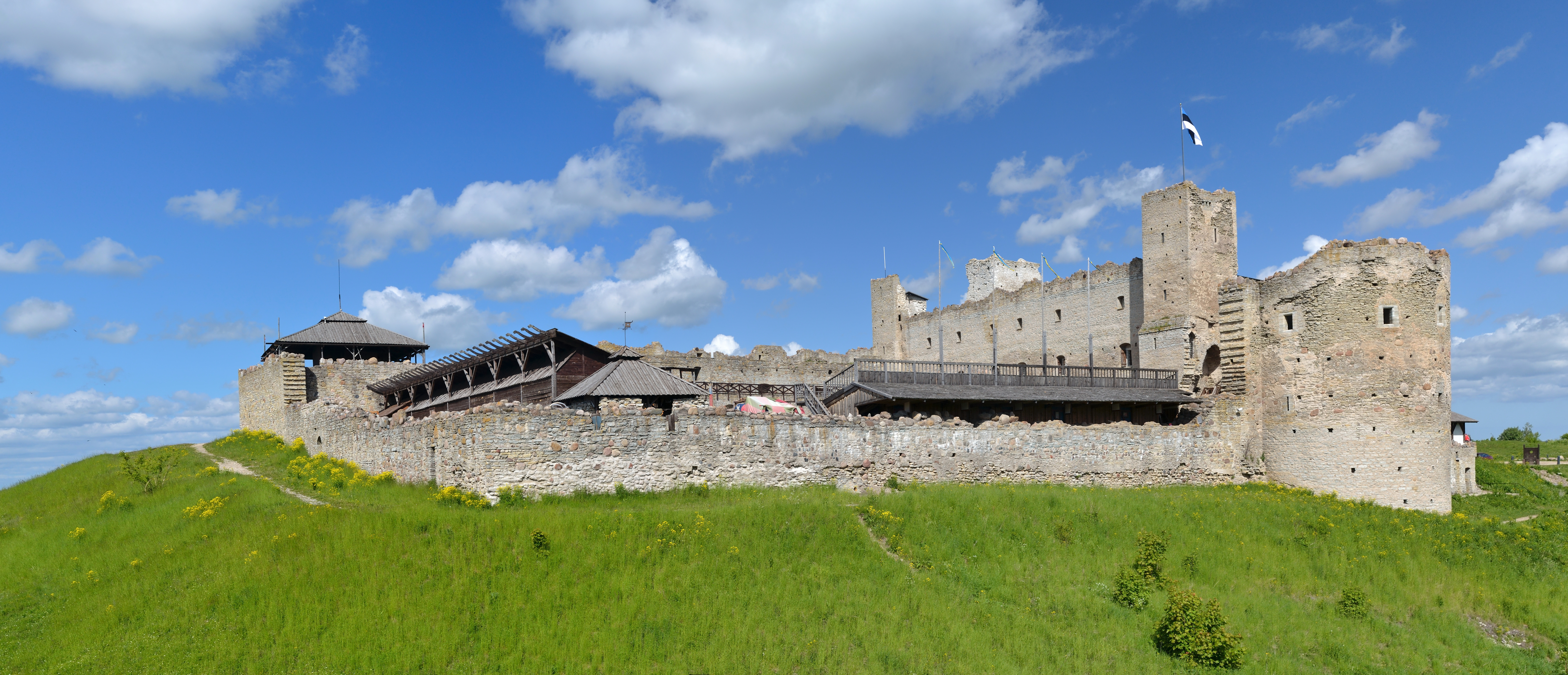
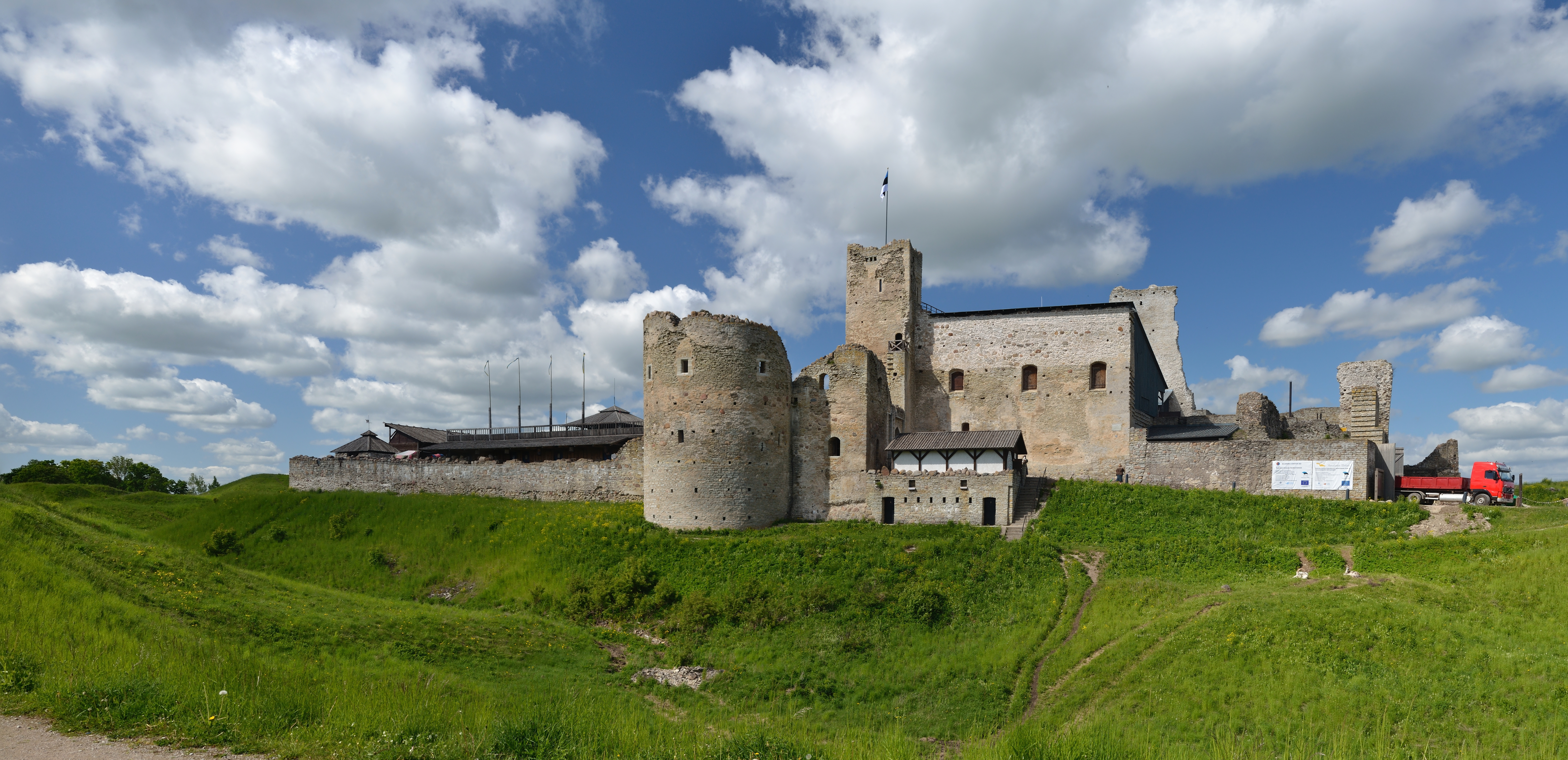
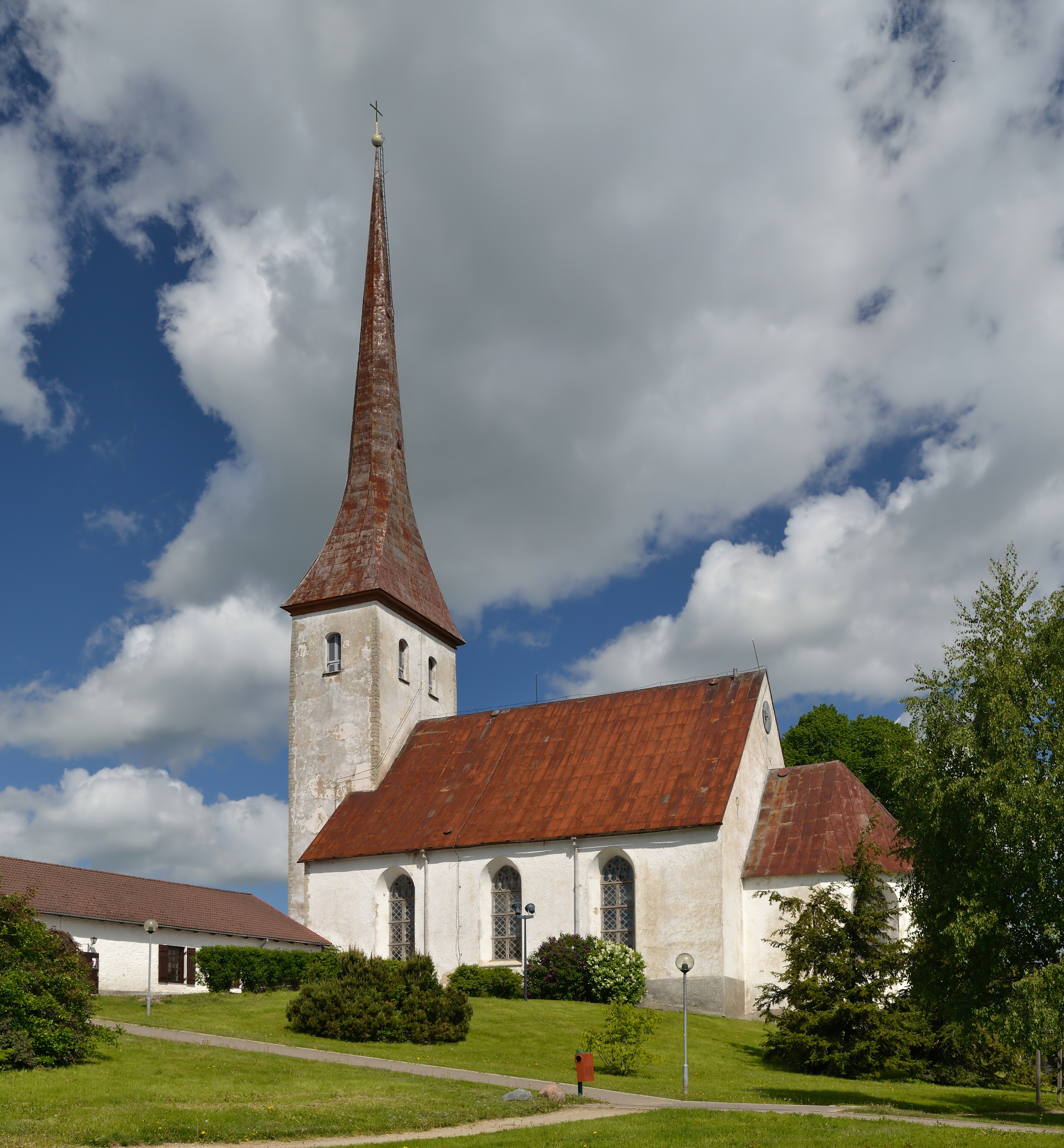
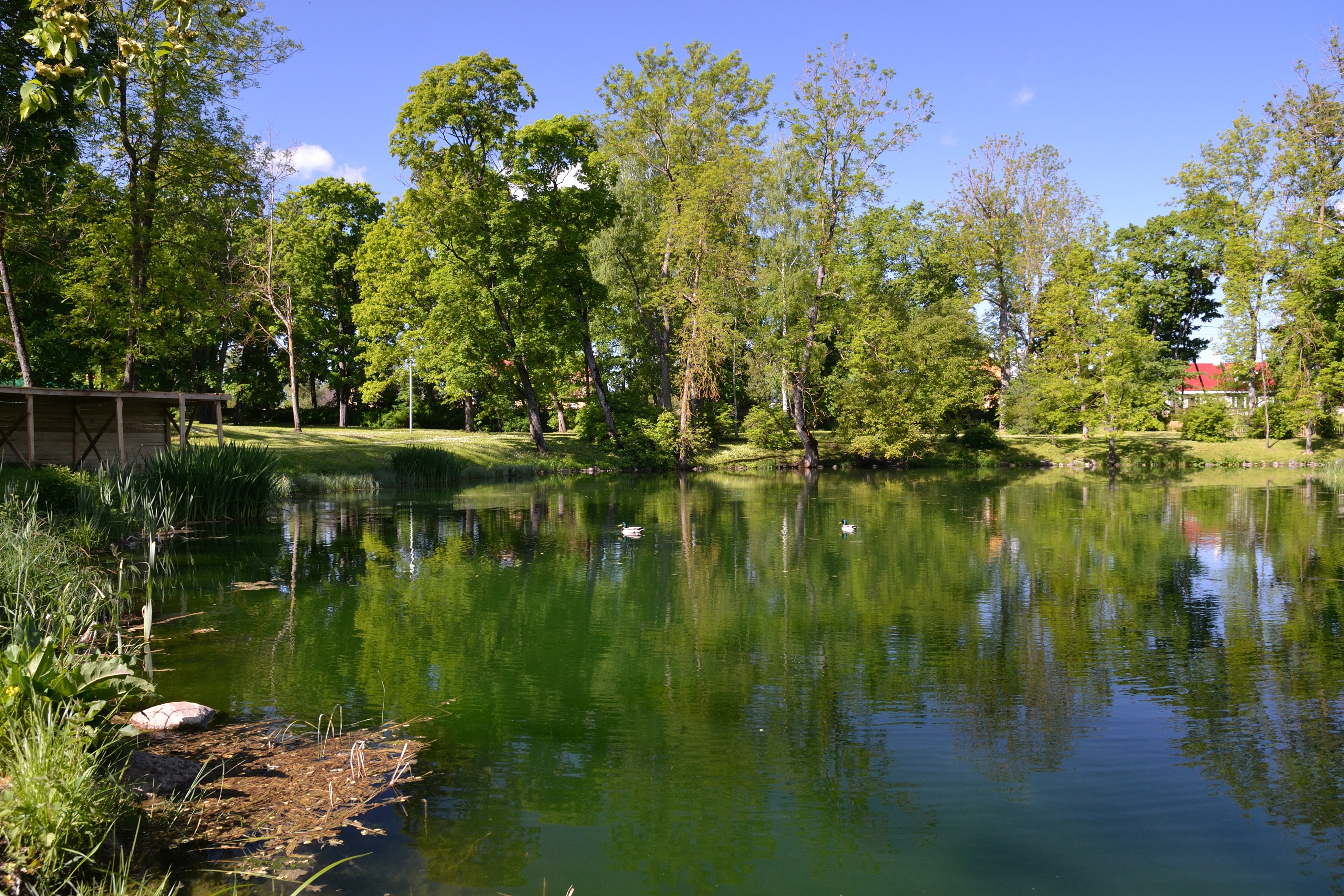
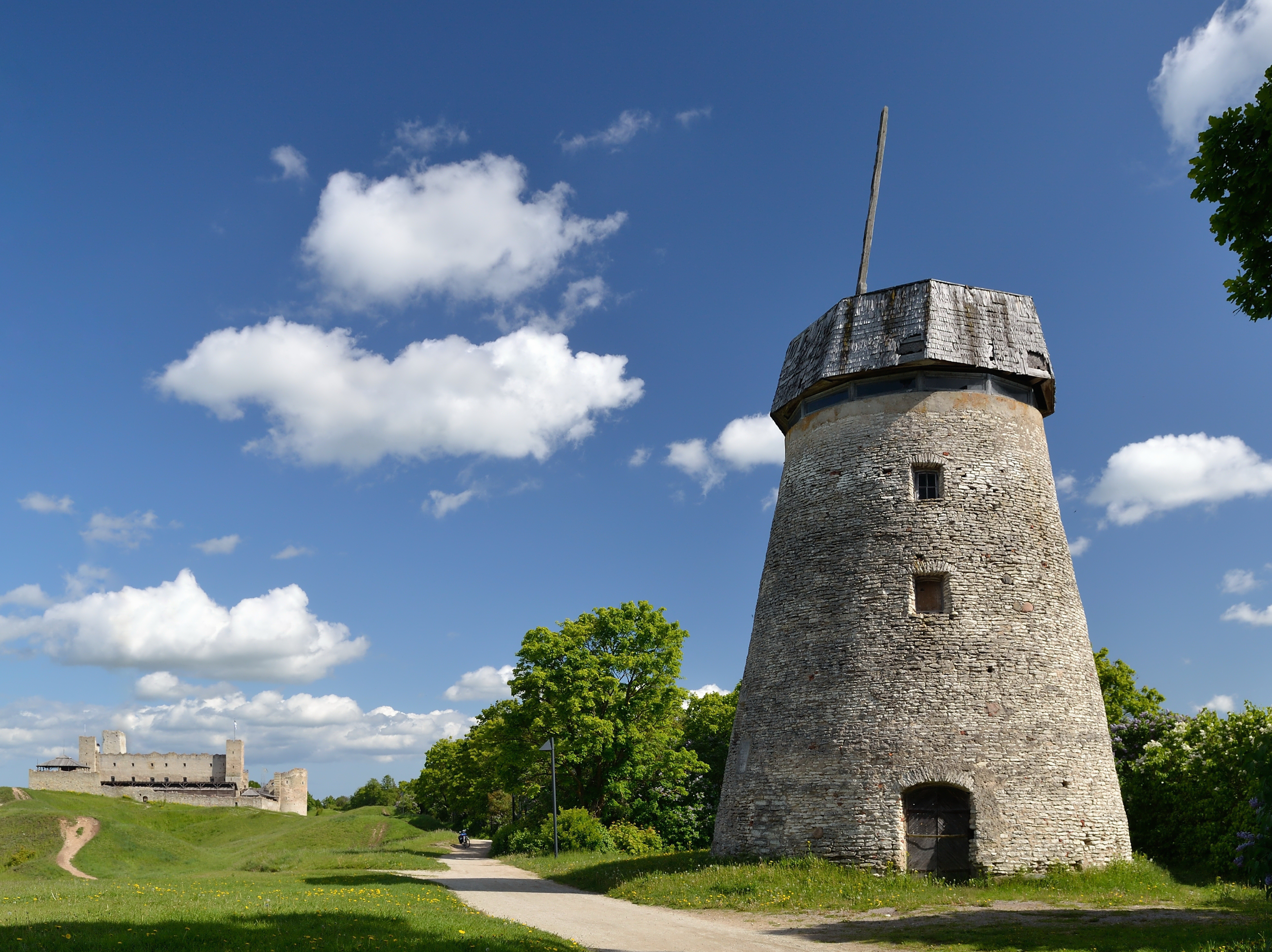
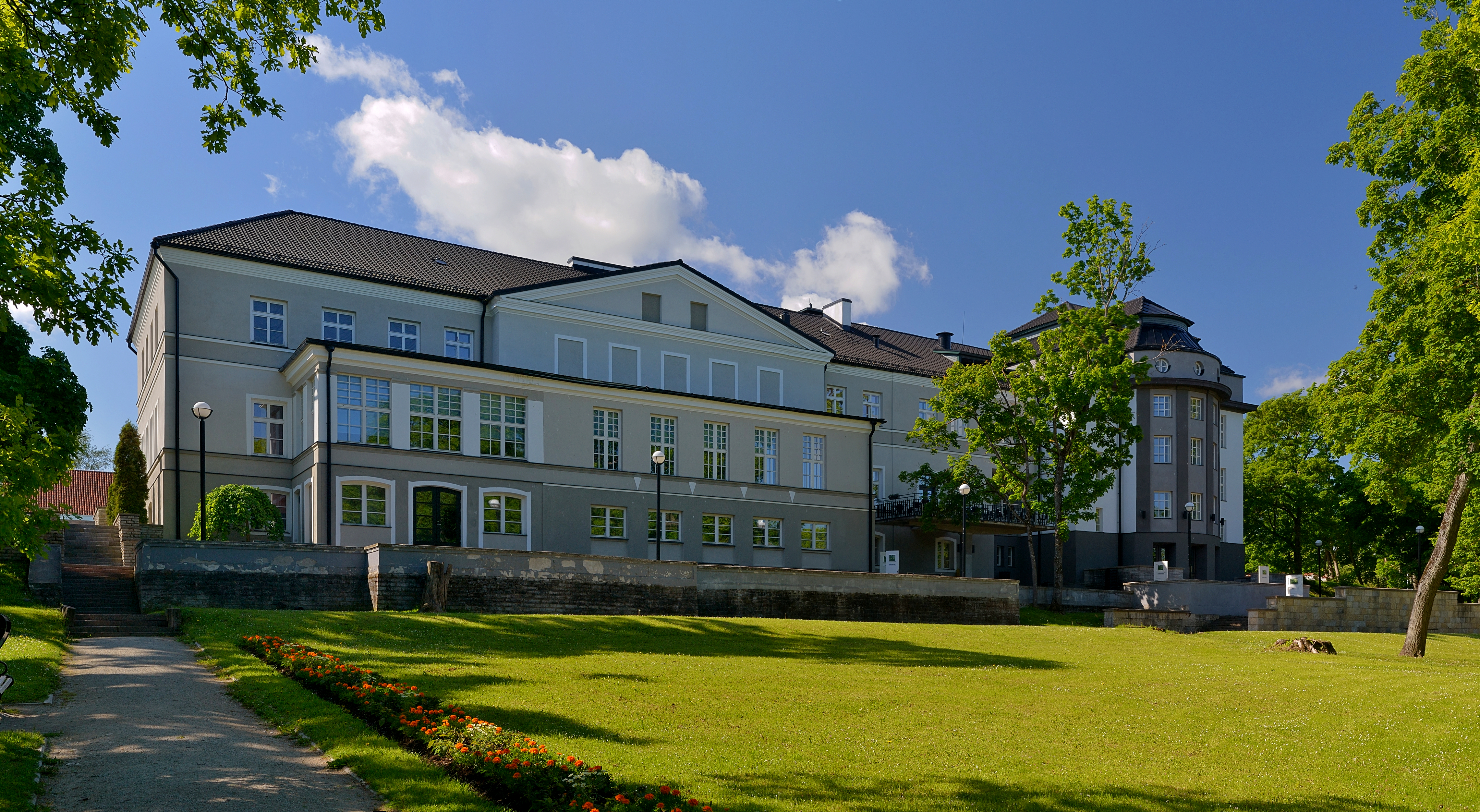